# نوژین دیرک
شاها علی عبدو (متولد ۱۹۷۰ دیرک) با نام عملیاتی نوژین دیرک ،فرمانده یگان‌های مدافع خلق سوریه است.

## اسارت

### درگیری اشرفیه
اکتبر سال ۲۰۱۲ ، گروه کرد صلاح الدین ایوبی که وابسته به ارتش آزاد سوریه است به محله کردنشین اشرفیه حلب وارد شد. مردم این محله برای جلوگیری از حمله ارتش سوریه به بهانه وجود ارتش آزاد سوریه به اشرفیه بر ضد گروه صلاح الدین ایوبی تظاهرات کردند و قصد بیرون راندن آنان از این منطقه را داشتند. در این هنگام گروه مزبور به روی مردم منطقه آتش گشودند. در ۲۵ اکتبر یگان‌های مدافع خلق برای دفاع از مردم با گروه مزبور درگیر شدند. در ۲۶ اکتبر هنگام تبادل جنازه طرفین ،نوژین دیرک که خود شخصاً نزد گروه صلاح الدین رفته بود توسط آنان اسیر شد.

### بازجویی
صالح مسلم ،رهبر حزب دموکراتیک کردستان سوریه ،ادعا می کند که نوژین دیرک در طول اسارت توسط اعضای میت بازجویی شده است.

### خبر کشته شدن
مدتی پس از اسارت نوژین دیرک خبر کشته شدن او اعلام شد. این خبر در ۳ اکتبر توسط گروه مزبور تکذیب شد.

## آزادی
در ۱۱ اکتبر مطابق با ۲۱ آبان نوژین دیرک آزاد شد.